# Ab ovo
аб ово (лат. ab ovo) — од јајета;  од старих (дедовских) времена ), по латинској пословици ab ovo usque ad mala — „од јајета до јабука” или, пренесено: „од почетка до краја (ручка). Нашироко и надугачко причање, „од Кулина бана”. Супротно, ин медијас рес (лат. in medias res). 
Хвалећи Хомера што своју Илијаду почиње усред збивања (ин медијас рес), а не приповјешћу о Ледином јајету из којег је рођена Хелена, Хорације подразумијева у Посланицама (Epistolae II, 3) да радња епског дела већ од почетка треба да буде усмјерена ка расплету. Аб ово је и данас негативна критичка оцјена почетка приче или радње, којом се исказује да је експозиција развучена и да садржи појединости које су у далекој и неважној вези с радњом. 